# 銀牙伝説WEED
『銀牙伝説WEED』（ぎんがでんせつウィード）は、高橋よしひろによる日本の漫画、またそれを原作としたテレビアニメ。『週刊漫画ゴラク』（日本文芸社）において、1999年より2009年7月まで連載された。全60巻。2019年2月時点で累計発行部数は2000万部を突破している。
『銀牙 -流れ星 銀-』の続編である。続編に『銀牙伝説WEEDオリオン』がある。

## あらすじ
前作同様、犬同士の会話を人間の言葉に置き換ることで彼らの友情、結束、葛藤、成長を描いている冒険熱血青春ドラマである。

## 登場キャラクター
※表記はキャラクター名 / 犬の品種。キャラクター名下の声はアニメ版のもの。

### 奥羽軍
ウィード / 秋田犬
声 - 國立幸
本作の主人公。かつて伝説の巨熊赤カブトを倒した父・銀と母・桜の息子。三人兄弟の末っ子で幸村と誠を兄にもつ。外見は銀とうりふたつで熊狩りに最適な虎毛の秋田犬。名前の『ウィード』とは英語で雑草という意味で、GBが名付けた。一人称は最初は「僕」だったが、狂四郎との会話で初めて「俺」になり（アニメ版では16話から「いかなる理由があっても、命を軽視する者は俺の仲間にはいらない」と発言してから定着した。）、正式に総大将を継いだ辺りから「俺」で定着した。仲間の軍、敵軍問わず他人の命を思いやる優しさを持っており、いかなる状況でもたったひとつの命を軽視する者を憎しむ心を持つ。持ち前の勇気と俊敏な動きで仲間とともに怪物（P4）、悪の権化・法玄を撃破し、戦いの途中で銀との再会を果たす。法玄との決戦直前に哲心から銀の必殺技である絶・天狼抜刀牙を修得する。戦いのセンスは天性のものであり、足の速さは平地でなければロケットさえもしのぐほどである。法玄討伐後に銀から奥羽軍三代目総大将になる座を譲り受けた。その後、将軍との戦いを経て小雪と結ばれる。北海道でのロシア軍との戦いでは総大将としての器を開花させ、各地から一千をも超える仲間を率いてロシア軍を帰順させ、これらの過程でより総大将としての器を磨いた。その後、ハイブリッドと交戦し、ハイブリッドとの戦いでジェロムと崖から転落し、消息を絶ってしまうが、無事に生存しており、仲間達と再会を果たす。
GB / イングリッシュ・セッター
声 - 川本成
小心者でお人好しのイングリッシュセッター。もともとは裕福な家の飼い犬だったが、飼い主が破産し、山奥に捨てられた。飼い主はその後首吊り自殺を図り、救急車に搬送される。その救急車を追いかける途中、トラックに轢かれそうになるところをスミスに救われ、以降スミスを尊敬している。作業犬であるため、戦うことよりも俊足を活かした狩猟、偵察、運搬、探索などの役回りが多い。小心者ながら敵軍から仲間を体を張って助ける勇気も持ち備えていた。ウィードという名前は前述のようにGBが名付けた。明るい性格とは裏腹に辛い過去が多く、前作のポスト「スミス」的存在だった。ハイブリッドと交戦中に重傷を負い、瀕死の状態に陥る。その後、仲間の制止を振り切り、危機に陥ったウィードを捨て身の一撃をもって救い壮絶な戦死を遂げる。
佐助（サスケ） / 柴犬
声 - 植木誠
かつてはGBと共にネロに使い走りにされていた柴犬。ウィード達と共に行動していたが、かつての飼い主と再会する。その後、法玄の招集を受けて法玄軍に加わるが、法玄の人質となっていた銀達を助けた後、奥羽軍に加わる。アニメでは飼い主と再会できぬまま法玄軍に加わるが、クライマックスあたりでGBと出会って奥羽軍に加わる。戦闘能力はあまり高くはなく、GBと共にムードメーカー的な存在である。飼い犬であるチャコと一時恋仲の関係になるが、自らを奥羽軍の幹部と名乗っていた嘘がばれ、あっさりフラれてしまう。お調子者で小心者だが、とても仲間思いであり、親友GBの死をもっとも悲しんだ。他の犬達が諦め引き上げた後もウィードとジェロムの行方を懸命に捜し続け、ついに再会を果たし共に奥羽へ帰還した。蛇を捕獲するのが得意だが仲間からは有難がれていない。
メル / ゴールデンレトリバー
声 - 小林晃子
ウィードと同年代のゴールデンレトリバー。母親のレニーと無理やり引き離された上、飼い主に捨てられ、ブルー一味の使い走りにされていたところをウィードに救われる。使い走りによって足腰は鍛えられており、身体能力は成犬にも劣らない。レトリバー種なので泳ぎが得意。原作ではレニーと再会を果たすも、後に死別。保健所送りの危機に瀕していたところをスミスに助けられ、共にウィードの元に向かうことに。アニメ版ではレニーの登場はない。なお本名は「メルセデス」だが、これは車好きの作者の飼い犬の名前と同じであり、メルセデス・ベンツが元である。法玄編以降は出番が少ない。
フック / ラブラドールの雑種
声 - 田中完
もとは兄と共にブルーの手下だったが、兄はブルーに逆らって殺された。ラブラドールの雑種。ブルーの支配から脱走するが、保健所で捕獲され、その後は飼い犬となる。兄の仇であるブルーを憎みながらも怯えるだけの日々を送っていたが、ウィードに触発され、戦うことを決意する。法玄編以降は出番が少ない。
剣（ケン） / グレートデーン
声 - 小川輝晃
旧奥羽軍の戦士である父・ベンと母・クロスの息子で外見はベンに酷似している。グレートデーン。弟の譲二と妹のミニー（死亡）がいる。初期のころは楽園の盗賊討伐隊長を務めていたが、幹部領域には入れなかった為、楽園を脅かす怪物の正体を知らず、人間を襲った犬として影虎を疑い、一時対立していた。ウィードやGBと出会い、真実を知るや、彼らと共に怪物に立ち向かう。基本的に奥羽戦士の長男は1歳時に親元から離され本陣（二子峠近郊）に配置される。彼もその一人で影虎と共に二世犬である。 北海道編では先発隊（銀の隊）で出陣。ハイブリッド討伐のために影虎、譲二、ヒロと共に本体と合流に向かう。父・ベンの訃報は奥羽帰還後に聞かされ、弟・譲二と共に墓前で号泣した。
影虎（カゲトラ） / 甲斐犬
声 - 竹本英史
旧奥羽軍の戦士・黒虎の息子。三兄弟の長男で弟に信虎と晴虎がいる。愛称は「影（カゲ）」。奥羽山脈の宮城県付近を所領している。楽園が崩壊したのは中央の腐敗にあるとみて反乱を起こしたが、真実を知ったのちの怪物との戦いでは甲斐犬としての男気を見せる。怪物出現前は剣とは親友であったが、互いに元凶を知らず一時は決裂していた。北海道編では黒虎と共に先発隊（銀の隊）で出陣。性格は短気だが、ハイブリッドに襲われている小熊を助けるなど優しい一面も待っている。本体合流途中でハイブリッドと一戦交え、父同様に忍犬にも負けない体術を披露した。
ジェロム / ジャーマン・シェパード・ドッグ
声 - 高塚正也
元は研究施設の警備犬だったジャーマン・シェパード・ドッグ。人間に戦闘訓練を受けたプロの殺し屋｡戦闘能力は奥羽軍の中でもトップクラスで、適応能力も高く、人間の使う武器や道具についても熟知している。怪物討伐のためウィードたちと共闘し、以後奥羽軍の参謀格としてウィードのサポートし続ける。ウィード世代のサブリーダーであり、準主人公格の男。怪物討伐後、捨て身の特攻作戦で部下を死に追いやっておきながら、自分だけが生き残ってしまったことに罪悪感を持つようになり、死に場所を求めて行動するようになり、ウィードや奥羽軍・友軍を救うために幾度となく命を賭した行動を重ね、瀕死の重傷を負うことも頻りであった。法玄編の紀州での騒動の際、ロン（アニメではカマキリ）との戦いで右耳を失った。アニメでは、往復で再び南アルプスに至った時、ウィードの首を狙っていたレクターとサンダーに遭遇するが、命を重視するウィードの命令に背き二者を殺害してしまったことから奥羽軍を追放されるが、その後故郷である四国に行き援軍集めに貢献を果たす。アニメの最終回にウィードが激流に飲まれたところを助けるが、ウィードの仲間が駆けつけてくれたところで力尽きてしまった。原作ではその後大輔と秀俊の手によって一命を取り留め、再び旅に出る。その後は行く先々で騒動に巻き込まれ、ウィード達が動くきっかけとなる。猿編で最初に巻き込まれるのも彼であり、北海道編では彼が死に場所を求めて北海道まで来たことで、白狼たちの危機が奥羽にまで伝わるきっかけとなる。ロシア軍との戦いの後、リディアと共に新婚旅行に出発する。その後、ハイブリッド討伐のため、再びウィードたちと合流する。ハイブリッドの戦いでウィードとともに行方不明となり、昏睡状態になっていた所をサスケによって発見され、目が覚めても意識が混乱していたが、正気に戻りウィードとも無事再会する。
ロケット / ボルゾイ
声 - 前田剛
元は法玄軍の部下。弟にミサイルとジェットがいる。当初は法玄軍に属していたため、奥羽軍とは敵対関係だったが、ウィードたちとの出会いを通じて「生きる（「生き延びる」ではない）」とはどういうことなのかを確かめるべく絶対的不利を承知で奥羽軍に寝返る。後に豪雪の中での行軍中に崖から落ちそうになったウィードとGBを命がけで助けたことで奥羽軍から真の信頼を得た。しかし、彼が奥羽軍に寝返ったことが原因で弟は2匹とも法玄に殺害されてしまい、法玄に対する強い復讐の念を抱くことになる。兄弟揃って大変な俊足な持ち主で、GBや法玄に「あれが同じ犬か」と驚嘆させるほどである。その健脚と堅実で冷静沈着な性格を買われ、偵察や囮などでの活躍場面が多い。またロシア軍の偽装敗走工作を見抜くなど洞察力も優れている。細見であるが、人間の成人男性を引きずって救助するほどのパワーも持ち合わせている。戦争中に奥羽軍に寝返ったわりには非常に有能かつ忠実な男で、任務や作戦の遂行を何よりも重視する真面目な性格。そのため、ウィードからの信望も厚く、狂四郎やヒロを差し置いて総大将代理や部隊長に任命されることも多い。北海道編では後発隊（ウィードの隊）で出陣。
ヒロ / グレートピレニーズ
声 - 乃村健次 幼少期 - 金田晶代
広島出身、敵の睾丸をむしりとるというえげつない必殺技を持つため、「玉取りのヒロ」の異名をもつ。またかなりの怪力で長老・ウィード・ジェロム・剣を自分だけで引っ張り上げたり、木を頭突きでへし折るなどしている。広島のボスだったユキマサの息子であるが、当時ユキマサの部下であったカマキリの反逆に遭い、ユキマサと片目を失う。その後は徒党を組むことも無く、流れ者となっていたが、アルプスで法玄軍と戦う銀とジョンの助太刀に入ったことがきっかけで奥羽軍に加わる。カマキリとは壮絶な戦いの末、カマキリの睾丸をむしりとり、見事父親の仇を討った。法玄編終了後に麗華と結婚し、4匹の子をもうける。現在では奥羽軍部隊長をつとめている。すぐ熱くなる性格で口より先に手が出るが、一方で部下に良心を説くようにもなっている。戦闘能力も上位クラスで活躍度も高いが、機動力がないため、奇襲作戦には向かない。北海道編では後発隊（ウィードの隊）で出陣。人間からハイブリッドと見間違えられる程の巨体である。闘争心に溢れた豪傑で、常に最前線に赴き、最後まで負傷の絶えない捨て身の戦いを続けたが、見事生き残った。
麗華（レイカ） / 秋田犬の雑種
声 - 中川里江
奥羽軍に在籍する数少ない女犬。元は飼い犬で父親が奥羽の戦士だったこともあり、銀達に協力していたが、法玄に人質として捕らえられる。その後ヒロ達によって助けられ、奥羽軍に加わる。法玄編終了後にヒロの妻となり、猿編での将軍との戦いの後に4匹の子を産む。毅然とした性格で、暴れん坊のヒロも麗華には頭が上がらない。 産後は非戦闘員扱いとされ、奥羽での留守番が多い。
白銀 狂四郎（シロガネ キョウシロウ） / 紀州犬
声 - 増田裕生
わずか1歳にして10年分を生きたという幼犬。赤目と同じ紀州犬であるが、体中に傷痕がある。3人の兄がいたが、父親からの暴力で長兄と母を失い、次兄と三兄は母の仇討ちに父と共に崖から転落死する。自分と同様に親の愛を知らずに育ち、親に見捨てられて育った一歳未満の若い不良犬軍団50頭を束ねて滋賀のボスとなり、法玄にも屈することはなかった。狂四郎を仲間に引き込もうとやってきたウィードと一時敵対するが、乱入してきたレクターとサンダーとの熾烈な戦いの中でウィードに惹かれ、奥羽軍に加わる。奥羽軍に加わった当初は、ウィードとは正反対に猪突猛進で殺しを惜しまない性格だったため、一時は馬が合わずに奥羽軍を脱退しようと試みるが、ジェロムにウィードの正しさを諭され、精神面の向上と共に再び奥羽軍に戻った。活躍場面は多いが、性格上あまり考えずに突っ込むことが多々あり、敵の策略に嵌ることも多く、その都度危機に陥る。ジャンプしての必殺技（自称【人間飛び蹴り】）のほか、石つぶてを用いるなどトリッキーな動きをする。北海道編では先発隊（銀の隊）の援軍のために、かつての配下を従え後発隊（ウィードの隊）に先駆けて出陣。
テル
声 - 伊藤実華
父親に虐待されていた子犬。狂四郎に拾われ、彼に従うようになる。自分を虐待した父を激しく憎んでおり、父が自分のためにレクター兄弟と戦っても素直になれなかったが、ウィード達に諭され父の最期を看取り、その後奥羽軍に加わる。法玄軍との決戦前、一歳未満の幼犬は戦いには参加させないというウィードの考えにより、他の数匹の犬と共に甲賀忍犬の長老に預けられる。その後は、長老の下で忍犬としての修行を積み、北海道編で再び奥羽軍に加わり、忍犬として活躍した。ロシア軍との戦いでヴィクトールの攻撃から銀を庇い、頚椎を砕かれる重傷を負ったが、大輔らの治療によって復活を果たし、無事奥羽に戻された。一時狂四郎から幸太という名前をもらっていた。
譲二（ジョウジ） / サルーキ
ベンの息子で剣の弟。外見は母のクロス似であるが、両まぶたに傷があるのが特徴。関西で“はぐれの譲二”として名を馳せていたが、甲府で援軍要請のために帰郷していた剣、影虎と合流し、以後奥羽軍に加わる。気が短く、血気盛んな部分があるが、力量は確かなもので兄・剣を凌ぐどころか父・ベンにも迫る勢いである。過去に川の中に取り残されている妹・ミニーを救うことが出来なかったトラウマから、水が苦手となっている。旧奥羽軍に編成されることが多い。北海道編では先発隊（銀の隊）で出陣。ハイブリッド編でジョー達と合流するが、深手を負い、新宮社長に預けられるが無事回復し奥羽に帰還した。
信虎（ノブトラ）、晴虎（ハルトラ） / 甲斐犬
影虎の弟で信虎が次男で晴虎が三男。信虎は赤褐色の虎毛で晴虎にはブチ模様がある。剣、影虎が甲府を訪れた際に同行し、奥羽軍に加わる。セリフ、出番は時雨より少ない。北海道編では先発隊（銀の隊）で出陣。名前は戦国武将甲斐武田氏から。
昭治（ショウジ）、武流（ブル）、時雨（シグレ）、土怒（ドド）
声 - 乃村健次（ショウジ）、内藤玲（ブル）、竹本英史（シグレ）、下崎紘史（ドド）
すでに他界した中虎（黒虎の兄）の子である甲斐の四兄弟。黒虎の甥っ子にあたり、長男が昭治、次男が武流、三男が時雨、四男が土怒であるが、容姿は全く異なる。従兄の影虎が帰郷した際に奥羽の危機を知り、黒虎と共に二子峠に向かうが、玄婆軍と遭遇し、牙城で籠城する羽目になる。黒虎の命により、「陸奥の四天王」の元へ援軍の要請に向かうが、玄婆軍に捕まってしまう。兄弟の中で一番俊足であった時雨が陸奥に辿り着くことができたが、他の3匹は玄婆軍によって殺されてしまった。時雨は北海道編では先発隊（銀の隊）で出陣。
以蔵（イゾウ）、周作（シュウサク）、晋作（シンサク）、慎太郎（シンタロウ）、小五郎（コゴロウ）、吉之助（キチノスケ）
声 - 赤城進（イゾウ）、河本邦弘（シュウサク）、武藤正史（シンサク）、下崎紘史（シンタロウ）
陸奥の四天王の一角である如月の息子たち。犬種はマラミュート。時雨の要請を受けて起ち上がり、奥羽軍に加わる。奥羽到着後は赤目と共に、人に害を及ぼす玄婆軍の駆除を行った。法玄討伐後は父・如月の元に戻る予定だったが、その後も奥羽軍に所属している。以蔵が長男であることは明らかにされているが、その他の関係は不明。また如月の息子たちは他にもいるようだが、北海道遠征で一部が死亡している。北海道編では陸奥で合流し先発隊（銀の隊）で出陣。
モール / ダックスフント
前作でクロスを助けたオリバーの息子。父親同様、穴掘りが得意。法玄に人質として捕らえられていた銀を助けようとしたが、銀からウィードへの伝言を携えて合流に向かう。途中で行き倒れるが、哲心の甲賀忍軍に救われる。法玄編以降は出番がない。アニメでは未登場。
哲心（テッシン） / 甲賀忍犬の雑種
声 - 竹内幸輔
甲賀忍犬軍団の総帥だった黒邪鬼の息子。現在は哲心が甲賀忍犬軍団を束ねている。黒邪鬼死後、楽園の継承者として旧奥羽軍の手によって育てられた。銀の統率力・ジョンの牙・赤目のスピードを持つと言われる、奥羽軍の中でも屈指の実力者。剣や影虎からは「チビ兄ちゃん」と呼ばれる（2匹より出生が早いため）。原作ではスナイパーに嘘を吹き込まれ一時敵対するが、真実を知り、後に奥羽軍に復帰する。「絶・天狼抜刀牙」を、ウィードに伝授した（ただし、伝授した哲心自身は使えないがウィードの兄・幸村、誠が使う「ネック・ザ・キリング」に類似した技を披露した）。忍犬特有の暗殺能力も高く、玄婆を戦闘不能に追いやった。ジェロムと並んでウィードの側近的存在だが、銀への義理もかなりあるので、新旧世代の中間的存在。北海道編では先発隊（銀の隊）で出陣。
甲賀忍犬（コウガニンケン）
哲心の部下として7頭が奥羽に帰参した。容姿が酷似してるため、殆ど見分けがつかない。機動力で右に出る者はおらず、そのほかさまざまな能力を使いこなす。ロシア軍に包囲されたとき奥羽軍本隊への伝令役として脱出した。犬笛が使え、2、3キロ程度の距離ならば別隊と連絡がとれる。北海道編では先発隊（銀の隊）で出陣。
敏光（トシミツ）
甲賀忍犬の一犬。法玄に一騎討ちを挑んで敗れ、崖から転落したものの無事だった。
月影（ツキカゲ）
甲賀忍犬の一犬。ロシア軍との戦いの際、伝令役として敏光と共に脱出をしたが、樹上に追い詰められ、殺されかけたところを狂四郎が助ける。
左武（サム）
甲賀忍犬の一犬。ロシア軍との戦いの際、二度目の包囲網をぬけ、ウィード達への伝令役として脱出した。途中から「左武」から「佐武」になってしまっている。後発隊（ウィードの隊）にも参加し北海道編では長期戦で活躍した。
甲兵衛（シンベエ）
甲賀忍犬の一犬。ロシア軍との戦いの際、ウィード達への伝令役として左武と一緒に脱出を試みたが、殺されてしまった。
ロン / ジャーマン・シェパード・ドッグ
和歌山の警察犬。カマキリの策略により、人間達の犬狩りの道具として利用され、ジェロムと対決するも敗れ去り、ジェロムの男気に惹かれ、奥羽軍に加わる。人間に仕えていた為、人間の武器も熟知している。北海道編では先発隊（銀の隊）で出陣。
闘兵衛（トウベエ） / 土佐闘犬
声 - 松本大
通称「鬼の闘兵衛」。フルネームは黒木闘兵衛。闘犬の横綱で法玄軍の元幹部犬。闘犬で武蔵に唯一黒星を付けた男である。闘犬界敵なし（三十戦無敗）だったが、最強になるべく奥羽の大将を倒そうと旅に出て、法玄軍に加わっていた。玄婆と共にウィード達と戦った際に玄婆を守れなかった事から法玄に処刑されかけるも、片目を失いつつ生き延びる。敵である自分を助けた奥羽軍の情に触れて改心し、仲間を守る為の盾となって一人でカマキリ軍26匹を倒したが、カマキリに倒され、立ったまま成仏する。
ブルゲ
声 - 遊佐浩二
通称「夜叉森のブルゲ」。法玄軍の元幹部犬。幹部の面々の中でも面倒見のいい温厚な性格が際立っており、法玄の言いがかりから致命傷を負うことになってしまった狂四郎を手厚く看護している。牙城爆破の際に、狂四郎やウィードの助言により法玄軍を離反。銀の復帰もあり、法玄の悪質な恐怖政治から抜け出すよう、他の幹部犬を説得する。アニメ版では「夜叉森」の異名を持つ理由が明確に描かれており、幹部候補の金太郎を倒すが、狂四郎との戦いに敗れて奥羽軍に降る。
原作では北海道編にて先発隊として参戦するも、ロシア軍との戦闘中に力尽きる。法玄編での出会いから縁のあった狂四郎に「自分を食ってくれ」と言い遺し戦死した（死して尚、狂四郎と共にロシア軍と闘うとの意であったが、狂四郎は彼に敬意を表してか「肉」には手を出さず「毛」のみを食している）。
抜人（バット）
声 - 岩崎征実
通称「心眼の抜人」。法玄軍の元幹部犬。両目を失明しているが心眼でものを見るため、他の犬に後れを取ることはなく、スパイを見抜くこともできる。原作ではこれまでの遺恨を捨てた銀の心の広さに感服し、銀に降る。アニメでは剣・影虎との戦いに敗れて奥羽軍に降る。ワイマラナーに似ているが犬種は不明。
カイト
声 - 小野大輔
通称「風神のカイト」。法玄軍の元幹部犬。越中で名を挙げていた。原作ではブルゲと抜人の説得により、銀に降った。アニメでは人間によって暗殺犬に作られたため、人間を深く憎んでおり、同じく人間を敵とする法玄についたが、哲心との戦いに敗れて奥羽軍に降る。両前脚が鉄でできている。北海道編の後発部隊（ウィードの隊）の出陣前まで登場している。
ムック / 秋田犬の雑種
亡き父ビンゴは奥羽の戦士。牙城爆破計画の存在を知り、奥羽軍に伝える。その後銀が集めた飼い犬の義勇軍に加わる。飼い犬のため、人語も解せ、元銀の飼い主、大輔の語りかけにより二子峠爆破の危機をウィードに知らせた。
リディア / ジャーマン・シェパード・ドッグ
元はロシア軍用犬の中尉。マクシームの妹。女ではあるが実力は高い。ロシア軍ではあったが、女子どもまで容赦ない殺戮を嫌い、朱雀に脱出ルートを教え、その命を救った。ヴィクトール謀反後はマクシームとともに奥羽軍に身を寄せ、命がけでロシア軍と戦った。北海道編終了後、ジェロムと共に新婚旅行かと思われる旅に出発するということを銀に報告している。ハイブリッド戦を前に他の女、幼犬と共に民家に避難している。後にジェロムとの間に子をもうける。
四国犬りょう
声 - 中村恵子
アニメオリジナルキャラクター。法玄との戦いで兄のりゅうら兄弟達と共に援軍として奥羽軍に加入。雌だが戦闘能力は高くジェロムの側近を務める。法玄との最終決戦では原作のメルの代わりに法玄の人質にされるが、りゅうと違い生還する。
四国犬りゅう
声 - 下崎紘史
アニメオリジナルキャラクターでりょうの兄。りょうら姉弟と共に奥羽軍に参戦。りょうと同様に戦闘能力は高い。最終決戦で法玄に首に一撃を受け殺されてしまった。
はんじ、へいた / 四国犬兄弟
アニメオリジナルキャラクターでりゅうとりょうの弟2匹。りょうらと同じく戦闘能力は高いが作中ではあまり活躍しなかった。最終決戦では2匹とも生存する。

### 旧奥羽軍
銀（ギン） / 秋田犬
声 - 東地宏樹
前作の主人公。ウィードの父親。14,5歳の老犬だが、かつての戦闘能力は健在で、重傷から回復したばかりで傷が癒えていない状態でも法玄とマーダーの2匹を同時に相手にして互角に戦い、疲労困憊の状態でもヴィクトールを怯ませるほどである。目付きは父「リキ」の様に鋭くなっている。赤カブトを倒して奥羽に平和な犬の楽園を築き総大将となった。その後は赤目、ジョンと共に日本各地を巡行して回っていた。若犬だった前作では体格の小ささをスピードで補う戦法だったが、歳を重ねて秋田犬の成犬らしいガッシリした体格となり、序盤でネロの子分の牙をまともに受けてもビクともしない頑健さを身に付けている。後半はウィードに総大将の座を譲って、しばらくは隠居の身であったが、北海道の戦乱に先発隊の大将として赴く。ロシア軍との戦いでは、敵の兵糧攻めによる持久戦となり、疲労困憊の身体で抜刀牙2回も使って意識を失い、生死の淵をさまよったが、大輔の声に息を吹き返した。総大将だからと高飛車に振る舞う事はなく、ネロに道を尋ねた時も敬語で話しかけている。本人の意識では部下を「家来」とは見ておらず「仲間」と見ている。そのため、滅多に「命令」発言はしない。その志はウィードも受け継いでいる。
物語終盤において、法玄、ヴィクトール戦のダメージと老化により視力の低下、軽度の脳梗塞を患う。
ジョン / ジャーマン・シェパード・ドッグ
声 - 大川透
銀の側近。奥羽軍の中でも五指に入り、奥羽軍最強と謳われた。銀よりも年上ながらも体色が少し落ちた以外は飼い主の秀俊と同様に性格や口調も前作と変わっておらず戦闘能力も健在である。銀と共に行動し、南アルプスで銀、ヒロと共に法玄軍と戦うも麗華を犬質にとった法玄に抵抗を塞がれて法玄の部下の猛攻撃を受け、3匹の中で一番老犬だったこともあり右脇腹から腸が飛び出すほどの重傷を負う。その後、ヒロと麗華を逃がすべく法玄軍を裏切ったレフティらと共に法玄の部下50匹と戦い数匹をまとめて倒し、レフティらが倒れた後も戦い続けるが遂には体の自由が利かなくなり、法玄に腸を引きずり出され（アニメでは木の枝に串刺しにされ、刺さった枝を投げた）その後意地で残った腸を自ら食いちぎって抵抗するが、法玄の頭突きを口に受けて遂に力尽き、ウィードらに看取られながら「東のトラ」はアルプスで絶命した。その戦いざまは法玄にも恐怖心を抱かせた。その後、亡骸はベンにより運ばれベンの元飼主の井口により埋葬される。ウィードと法玄の最終決戦では「奥羽の精霊」のひとりとして法玄の前に現れた。
赤目（アカメ） / 紀州犬
声 - 松山鷹志
銀の側近。元伊賀忍犬の総帥で身体・精神共に厚く鍛錬された忍犬。南アルプスで法玄一派に包囲された際、銀に奥羽にいるウィードに遺言を伝えるよう使命を受けた。銀より年上にもかかわらず、容姿が顎髭以外前作と全く変わっておらず、忍犬としての能力も健在。（ただし前作で振るわれた様々な忍術は、作中全般で控えめな表現となった。）ベンの病状が悪化してからは、銀の部下で唯一の賢者と言える。銀、ウィードに次いでサブリーダー的存在で新旧世代の参謀も兼ねている。　
ベン / グレートデーン
声 - 宝亀克寿
元奥羽軍団一班小隊長。前作では闘将ベンとして、銀、赤目がかなわぬ相手も一人でたおし、奥羽軍最強と謳われたが、現在は目をすっかり悪くしており、一線を退いている。連載初期は引退しており多少耄碌したような言動があるものの普通の会話もしていたが、ジョンの亡骸に出会った辺りから認知症の描写が更に強調されるようになった（但しアニメでは認知症の描写はない）。
認知症が進む中でも勘の鋭さは健在で、飼い犬軍を引き連れて帰還した銀の声を瞬時に理解し、またグレートデーン特有のパワーも健在で法玄に襲われ危機に陥った際に赤カブトに怪我を負わされた時の記憶が蘇り反撃に出たベンのパワーに法玄も「老いぼれとはいえさすが同種だ。」と評している。
ウィード達がハイブリッドと戦っている最中、奥羽の地に残っている銀やクロス、黒虎、赤目達、その他奥羽の戦士達に看取られながら、安らかに息を引き取ったが、剣と譲二にその死を知らせるのは見送られることとなった。生前は闘将や炎の将校などと呼ばれていたもののクロスによるとなによりも争いが嫌いで優しい性格だったという。
クロス / サルーキー
声 - 水谷ケイコ
ベンの妻。奥羽軍に唯一男と認められた女犬。ババア呼ばわりされるのが大嫌い。目つきが前作より女らしくなっている。前作で初登場時が8歳であり、大輔のオドが「（銀が生まれて）あれから15年はたつ。15年は犬の寿命。」と発言していることから、初期においても人間でいえば150歳を下らない高齢である。互いに連れ合いを失った者同士である銀とは前作よりも親しい関係となっている。
黒虎（クロトラ） / 甲斐犬
声 - 宮澤正
甲斐の三兄弟の三男。長男の赤虎は前作の赤カブトとの戦闘により死亡し、次男の中虎も既に他界している（死因は不明）。長距離を走る際には甥に背負われねばならないほど年老いたが、かつての強さと気性の荒さは健在。甲府に隠居していたが、奥羽の危機を知り駆けつける。以後、銀に同行し前線に赴く。自分のことより、自らの命と赤カブトの片目を引き換えとした赤虎の死に様を誇りとしており、その志は息子の影虎にも受け継がれている。今作では、中虎の息子達を実の息子同然として扱い、時雨以外の三匹が死亡した際は、彼らの亡骸の前で号泣した。
スミス / フレンチ・スパニエルの雑種
声 - 中尾隆聖
銀の盟友で奥羽決死隊のメンバー。現在は15歳の老犬。行方不明になった桜を探していた際、野良犬になったばかりのGBがトラックに轢かれそうになるところを助け、自らは右前足を失った（しかし、コミック13巻のGBの回想シーンでの動物病院を脱走しようと頭突きをしていたシーンでは失った足が右足ではなく左足になっている）。前作では本作におけるGBのような役どころで時にはコミカルな場面もあったが、数々の戦いの経験や年齢的な落ち着きの成せる業か、土佐闘犬を脅えさせるほどの貫禄も身に付けた。ウィードたちを助けるために怪物を道連れ（後に怪物は復活）に牙城の落石に押し潰されて死亡する。その最期は参戦していたウィード、ジェロム、剣、影虎など全ての者から敬愛された。ウィードと法玄の最終決戦では「奥羽の精霊」のひとりとして法玄の前に現れた。
桜（サクラ） / 紀州犬の雑種
声 - 佐久間レイ
銀の妻でウィードの母親。病を負いながらもウィードを養育してきたが、GBに（アニメではスミスに）後を託して事切れる。先に乳離れしていたウィードの兄、幸村と誠（ジョー）はすでに佐平治に預けていた。
時宗（トキムネ） / 秋田犬
声 - 郷田ほづみ
銀の影武者。後述のトニーも含め、影武者は赤目の提案によるものであり、その存在は幹部のみ知るとされているが、スミスによると銀本人も影武者の存在は知らなかった。銀不在の奥羽で総大将の代わりを立派に勤めあげ、その死は悼まれたと原作に比べ扱いが良くなっている。原作ではウィードと出会ってすぐ秀俊に射殺される。アニメではウィードをかばった際にP4によって殺された。
トニー / ジャーマン・シェパード・ドッグ
ジョンの影武者。ルーシーの様子のおかしさに気付くなど洞察力は鋭い様である。秀俊らに射殺されて死亡。
レフティ
声 - 五味隆典
元奥羽の戦士。二世犬らしい。楽園崩壊後、故郷に帰りそこにいた法玄軍に加わったが、銀らが捕まったのを知り帰還。ジョンと共に法玄軍と戦い、マツに殺された。
トミー、ロッシ
元奥羽の戦士。レフティと共に不利を承知でジョンに加勢して戦死。
如月（キサラギ） / シベリアン・ハスキー
陸奥の四天王最後の一人。現在は隠居している。他のメンバーの卯月・葉月・水無月は既に他界（死因は不明）。19匹の息子（内5匹は軍用犬編で戦死, 三匹が重傷で）と平和に暮らしていたが、奥羽の使者としてやって来た時雨に援軍を要請される。息子達を死地に赴かせることを躊躇していたが、息子達の希望で参戦を決心し、七匹を奥羽に向かわせる。実質上、引退の身で食糧調達や戦闘も息子達に任せている。
武蔵（ムサシ）/ 土佐闘犬
声 - 宗矢樹頼
元土佐闘犬横綱。前作で、銀が四国まで仲間にしに行った男。闘兵衛の力を認め、自分の後継者に選んだ。依然として高い戦闘能力を誇る。北海道編において骨折、さらに片目を失うが、ウィードを追って北海道に駆けつけた大輔らに保護され、後に奥羽軍に復帰する。
モス / マスチフ
声 - 斎藤志郎
元奥羽の戦士で、銀の戦友。「霞岳の閻魔大王」と呼ばれていた男。大の子供好きで既に成犬となっている哲心も彼にかかればまだまだ可愛い“チビ(哲心が奥羽軍に引き取られた時の愛称)”である。前作では野良犬の群れの長で老犬だったが今作では飼い犬となっていた。赤目の指示でウィード達に合流途中のメルと出会い、奥羽の危機を知って武蔵などの仲間を連れ駆けつける。北海道編では、窮地に立たされている仲間を身を挺して救ったが、敵の猛攻により命を落とす。その最期は「お前の最期は俺達の誇りだ」という黒虎の追悼の言葉に象徴された仲間たちの思いに看守られながら、戦いに明け暮れた生涯を閉じた。
ジャガー / マスチフ
モスの息子。肥満気味の父に対して闘犬向きの大型犬特有の筋肉質で贅肉の少ない体型と黒毛。北海道編では、父の敵であるボズレフとロシア兵数頭を倒す。その際、瀕死の重傷を負うも大輔らの手により治療を受け一命を取り留め、後に奥羽軍に復帰する。
リキ / 秋田犬
奥羽軍の初代総大将。全国から約1000もの兵を集め、巨熊赤カブトを倒したが、息を吹き返した赤カブトの一撃で致命傷を負い、銀に後事と抜刀牙を託してこの世を去る。牙城のとある場所で生前そのままの姿でミイラと化して安置されていたが、牙城はダイナマイトで木端微塵に爆破された（前作の八犬士編で出てきたミイラは本作では登場しないが、本作開始後に外伝として刊行された『銀牙伝説RIKI（リキ）』の冒頭でその姿が出てくる（『銀牙伝説RIKI』では、リキの幼い頃の姿が描かれている）。ウィードと法玄の最終決戦では「奥羽の精霊」の中心犬物として法玄の前に現れた。なお、飼い主は大輔ではなく五兵衛である。

### 『怪物編』
怪物 （P4）/和犬の雑種
声 - コング桑田
奥羽軍の最初の強敵。ある製薬会社の遺伝子操作により、異形の化け物と化した犬（正体が明らかになる前に登場したシルエットはライオンにしか見えない）。アニメでの名前は彼の実験に使われた研究所の棟に由来。5年間の投薬と生体実験の生き地獄を味わい、研究所の警備犬だったジェロムとは立場の違いを越えた友情があったが、植え付けられた遺伝子により、精神が崩壊、正気を失ってしまう。研究所の人間を殺して逃走し、奥羽へ逃れ、かつて赤カブトの住処だった牙城を占領する。奥羽の麓で人間を襲ったことから、銀の仲間達の仕業と見た人間による犬狩りが始まり、その結果楽園が崩壊する。生き残った奥羽の戦士達と研究所から追跡してきたジェロム達と死闘を繰り広げる。戦闘能力は非常に高く、落石を軽々と吹き飛ばし、巨体に似合わず大型バイクに余裕で追い付き、ジェロムの突進を余裕で避けるなどスピードにも優れる。ウィード達との初戦では影虎と剣をあっさり退け、そして二匹の十数匹の部下を一瞬で殺害した。唯一の弱点は、左胸の胸元から脇腹にかけての皮膚のない部分と鼻先と耳など顔の部分の防御力が低いことである。牙城での戦いでスミスの特攻により落石に潰されるも、すぐさま蘇生し落石を吹き飛ばして復活する。落石のダメージにより戦闘力が減退したもののウィード達を苦しめ、殺し屋軍団の特攻攻撃「四本の矢」を受けて胸に傷を負い、ジェロムに心臓付近の動脈を引きずり出された挙句に大輔に村田銃を凌ぐ威力のハンティングボウを至近距離から胸に撃たれても耐えうる耐久力を見せた。最後は剣、影虎、ウィードと共に崖から落下し滝壺に落ち、自然の力を借りたウィードにより下にあった丸木の枝の串刺しにされ壮絶な最期を遂げた。死骸は大輔と秀俊に回収され、解剖の結果、腸から行方不明になった人間の毛髪が検出されたことで奥羽の犬たちの疑いは晴れた。「P4」というのは原作ではジェロムが侮辱するために言っただけであり、書籍や商品化の際の名称は全て「怪物」で統一されており、アニメ以外では名称はP4ではなく「怪物」が正しい。元の犬種は和犬の雑種だが、鬣がありライオンのような風貌でチベタン・マスティフにとてもよく似ている。これは恐らく、和犬の雑種と言う事もあり先祖にチベタンマスティフと似た長い毛を持つ樺太犬が混ざっており、覚醒遺伝により長毛種として産まれた個体であると考察できる。
ホイラー/ガスコンサントンジョワ
声 - 赤城進
ジェロムの部下で当初は15匹いた殺し屋軍団の副将。奥羽軍を「てめェら野良」と称したり、ジョンと同様に口は悪いが性根は真っ直ぐで崖から落ちそうになったメルやスミスを助けるなどの優しさを見せた。奥羽軍を認めた後は「おめェらと一緒に死ねるなら本望」とまで言うなど怪物との戦いに意欲を燃やす。最後は「四本の矢」としてロッカに続いて怪物の胸の傷口に噛みつきそのまま強引に引き剥がされて死亡する。前作のヘンリー三世と同種で姿はほぼ同じだが血縁関係は不明。名前の由来は全員、格闘技・プロレス関係から。コミック4巻の78ページでは名前がホイスになっている。
ロバート/アメリカンハウンドドッグの雑種
声 -下崎紘史
ジェロムの部下の一匹。ジェロムになにか言い残すことはないかと聞かれた際に、「オレはあんたの部下だぜ、未練があったらここにはいねえよ」と言い残して「四本の矢」の最初の矢として怪物に特攻し胸に食らいつくが頭部を噛まれそのまま噛み殺されて絶命。
ロッカ/ドーベルマン
ジェロム部下で寡黙なドーベルマン。無口で任務を忠実にこなす。二本目の矢としてロバートに続き怪物の胸に食らい付き、「まだ逝くなよロバート、逝くときゃみんな一緒だぜ」と言い残して怪物に腰を噛まれそのまま地面に叩きつけられ首を折られて死亡する。
ノース/北海道犬の雑種
声 -植木誠
ジェロムの部下。ウィードの牙城への道案内役を担当。ウィードを「こんな奴が実戦で役に立つとは思えん」とジェロムやホイラーと違いウィードを全く信用しておらず、牙城内でもウィードに小言と過少評価を繰り返すが、生き残るための技術も教えて込む。道案内を終え戻ろうとするが自ら牙城内の身動きできない狭い場所に入り込むという醜態を晒し、突如、頭だけ出して現れた怪物（実は怪物の股下だった）により首を刎ねられあえない最期を遂げる。実際に実戦で役に立たなかったのはウィードではなく自分であり、案内役のみで怪物に止めを刺す作戦にも加えられなかったことからジェロムにもそこまで期待されていなかった模様。

### 『法玄編』

#### 法玄軍
法玄（ホウゲン） / グレートデーン
声 - 石井康嗣
本作最大にして最悪の敵。かつては、日本アルプスを制していたが、全国統一のためなら如何なる手段も選ばない、残虐極まりない性格をもつ野心家。元々は人間の悪徳ブリーダーに飼われていたが、山奥の小屋に閉じ込められ、弟の玄婆共々ろくにエサも与えられない監禁状態にされていた。極限状態に追い詰められたことで他の仲間を殺し、さらには自分らを追いやった飼い主さえも殺害して食した。その後、その飼い主の捜査のために小屋を張っていた須藤とその部下が小屋を開けた事で須藤に重症を負わせ、部下を殺して脱出し自由を得た。
桜を追ってアルプスを訪れた銀一行を襲い、麗華を犬質にすることで銀達の抵抗を封じて銀を人質に取り、奪還を試みるウィード率いる奥羽軍との全面戦争に発展する。モスを軽々と持ち上げる程の怪力を誇り、老いたとはいえ黒虎を寄せ付けない無類の強さを持つが、その強さの真骨頂は、部下に攻撃させて相手が弱ったところを攻撃する、疲労や負傷で弱った相手にも容赦なく攻撃を加える、死体にも攻撃を続けるなど卑劣かつ残虐な性格にある。用が済めば部下さえも簡単に見限り、大勢いる部下たちの前で処刑するなど、独裁的な組織を築いていたが、玄婆が哲心との戦いで脳に損傷を受け、自我も崩壊したのを見て醜態を晒さぬよう涙ながらに自らの牙で頭部を砕いて葬ったことから、弟の玄婆だけは彼にとって特別な存在であったことがうかがえる。
終盤には己のことしか考えない自己中心的な性格が災いし、仲間達からの信頼を完全に失ってしまい孤立することとなる。その後は奥羽軍に単独で挑み、ウィードとの一対一の勝負に持ち込む。その際、死神のごとく覚醒し、凶悪的なまでの力（黒虎をして赤カブトと言わしめるほど）を携えるが、限界を超えて覚醒したウィードの絶・天狼抜刀牙に敗れる。勝敗が決した後に見苦しくも命乞いをし、ウィードの温情によりその場は見逃してもらうが、彼への感謝や、それまで犯してきた数々の罪への後悔の念はなく、心の奥底では彼らへの復讐を狙っていた。だが、その矢先に現れた須藤の散弾銃を浴び、絶命。アニメ版では須藤の登場は無く、落雷に打たれて死亡している。その後は奥羽の戦士達によって埋葬された。
玄婆（ゲンバ） / グレートデーン
声 - 岩崎征実
法玄の弟。法玄がこの世で唯一信頼する男。法玄曰く「自分と比べてオツムは弱いが、キレると自分でさえ手におえない。」と、知力面で難はあるが実力を認めている。法玄と同様に死体にも攻撃を加える異常性を持つ。法玄軍の先陣として二子峠を襲撃し、牙城を征服する。その後、闘兵衛達を引き連れて女狩りを阻止しようとする奥羽軍と戦った際に、哲心との戦いで脳に大きなダメージを受け法玄の下に戻される。法玄の前に現れた玄婆は法玄の前で失禁し、直後にその尿を水と思い込み法玄に勧めながら飲むなど仲間を認識は出来るようだが自我は崩壊していた(アニメでは見境無く仲間に襲いかかった)。その弟の無残な姿を見かねた法玄に涙ながらに頭部を砕かれ、絶命する。
マーダーS（スナイパー） / ドーベルマン
その正体は、奥羽軍の元司令官のスナイパー。前作では、自らの地位を脅かすベンや頭角を現してきた銀に対し、部下のハイエナとともに妨害行為を繰り返す。さらに総大将の地位を狙い、度々背信行為を繰り返し、ついには公然と襲い掛かるが、敗北し地位を失った。終盤の赤カブトとの決戦時に再び現れ、ベンに襲い掛かるが、ハイエナの裏切りにより妨害を受け、激流に転落しそのまま行方不明となっていた。
その後、人間の老婆に助けられて一命を取りとめ、かつその老婆を殺害して野良犬に戻っていたことが判明する。右耳、右目、両後足が失われ、さらに右側の頭蓋骨が欠損して脳が露出しているが、その部分は鉄仮面で覆われている。当初は、後足の代わりに車イスのような車輪がついていたが、その下には金属製の義足が隠されている。顔には鉄仮面、全身には傷の治療痕や金属の義足など、その姿は既に犬というよりサイボーグのような姿となっている。
今作では、宿敵である銀に対し、異常なまでの復讐心を燃やし、銀を殺して二子峠を手中に収めようと法玄に加担する。金属製の義足を武器に、法玄軍のナンバー2まで登り詰める。ただし、この義足は武器であるものの弱点となっており、行動が制限されてしまう上に水中での活動はできない。戦闘中に義足の重さにより川に落ちそうになり命乞いを始め、改心を信じて助けようとしたウィードを道連れにしようとするが、ウィードもろともヒロにより水に沈められ、川のトンネルの激流に流されながら金属製の義足が仇となり、水底の落石に押し潰され二度と浮上できなくなる。アニメでは登場しなかったが、義足を持つ犬というのは前足であるがカイトに受け継がれた。名前の由来は老婆を殺したためマーダー＝殺人と、スナイパーまたはサディスティックの「S」。
レクター、サンダー / ドーベルマン（未断耳）
声 - 小川輝晃（レクター）、赤城進（サンダー）
スナイパーの一番弟子。裏社会において「キラーファング」の異名を持つ、兄弟の殺し屋。ウィードと狂四郎に敗れた末、ウィードに助命されるが、その後の消息は不明。アニメでは法玄によって狂四郎暗殺のために送り込まれた刺客で、ジェロムと同じ訓練所を出た後ある大親分の家に引き取られ、牙を足がかりに誰もが恐れる殺人犬になった。再度ウィードと戦い、またも助命されるも、彼らを危険視するジェロムによって容赦なく殺されてしまう。この2匹以外にもマーダーの育てた殺し屋が存在する。
ネロ
声 - 内藤玲
GBと佐助が仕えていた山賊犬。手下を使い威張って暮らしていたが、法玄には頭が上がらないほどの小心者。通りすがりの銀一行に蹴散らされ銀たちを「奴らにゃ手足引き千切ってツラにションベンかけてやりてえ〜」と法玄に言うが怒りを買い、法玄の部下により手足を引き千切られ法玄により面にションベンをかけられた。
ゴン
法玄の部下。銀一行と遭遇して捕らわれるが、銀の温情で助命される。その恩を仇で返し、銀や麗華の居所を法玄に密告する。その後、アルプスに残ったスナイパーの直属の部下になっていた。
マツ
法玄の部下。初期の法玄軍における幹部クラスだったが、ジョンとヒロと麗華に逃げられたことで法玄の怒りを買い、家族を殺すと脅されて決死の追撃を行う。
金太郎
法玄軍の幹部候補。安房出身。一度に五匹の敵を倒せると豪語するも、幹部には選抜されずに消える。アニメではブルゲによって倒された。
ジョー
法玄軍の幹部候補。大月出身。150匹の大群のリーダーだったが、闘兵衛との力比べに敗れて殺される。
ミルコ
法玄軍の幹部候補。イタリア産。原作・アニメ共に全く出番のないまま消える。
ミサイル、ジェット / ボルゾイ
声 - 武藤正史（ミサイル）、下崎紘史（ジェット）
ロケット三兄弟の次男と三男。兄と分かれて法玄軍に残るも、裏切ったロケットへの見せしめのため、法玄と部下に処刑される。ウィードと法玄の最終決戦では「奥羽の精霊」として法玄の前に現れた。ロケット同様、俊足の持ち主。兄のロケットとは違い「強い者に従う」理念である。
カマキリ / アイリッシュ・ウルフハウンド
声 - 海津義孝
備後出身で、元はヒロの父・ユキマサの部下であった。牙の威力は法玄を上回ると自称する。人間の手により狼以上に強く凶暴に育てられており、行き倒れていた自分を救ってくれたユキマサに謀反を起こし、ユキマサの命とヒロの片目を奪う。作中では法玄以上でも以下でもない、生きる価値がないと評される程の悪党。法玄軍のマーダーSと自軍のストーンの代理決闘でストーンが敗死したことでやむなく法玄の下に付くが、いずれは法玄を倒し、天下を取るつもりでいた。
最後は父の敵討ちに燃えるヒロに自慢の牙を頭突きで折られた挙句にタマを取られる。無くなった牙で必死にヒロに噛み付くも、既にヒロにとって仇を討った後の彼はどうでもいい存在となっており、牙がなくてもねずみ位取れるだろうの一言であっさり振り切られ、下腹部に大怪我をしている状況で冬の雪山に一匹取り残された。その最期を示唆するように、頭上をカラスの群れが旋回している描写で彼の登場シーンは終わっている。『銀牙伝説WEEDオリオン』に登場する息子三兄弟からその後死亡した事が語られている。
ストーン
声 - 河本邦弘
カマキリの部下。元はユキマサの部下だった。マーダーとの力比べに押し勝って抑え込むなど実力者であるが、油断していたところをマーダーの蹴りにより首を刎ねられ、即死する。アニメではカマキリの失態を法玄に報告した際に首を噛まれて死亡。
　秀
カマキリの部下。ユキマサの殺害に加担。
　周、辰
カマキリの部下。カマキリが負傷した際見捨てて逃亡した。
　ヘドロ
カマキリの部下。カマキリがユキマサを殺した際ユキマサの子供であるヒロを逃げさせた。この行為がばれてテツに殺された。
　テツ
カマキリの部下。カマキリがユキマサを殺した際ユキマサの子供であるヒロを逃げさせたヘドロの行為を見逃す。この行為がばれてカマキリの命令でヘドロを殺した。
ユウスケ、ヒロシ、ユウジ
法玄軍・カマキリ部隊の残党。奥羽近辺で悪事を働いていた。卑劣な作戦でウィードを追い詰めるが奥羽軍本隊に囲まれ、ほうほうの体で逃走した。
法玄軍
野犬や飼い犬らもいる。一時700ほどにも膨れ上がっていたが、多くは法玄が恐ろしいあまりに付き従っていただけで、法玄死亡のデマが流れて戦意を失い、雲散霧消した。ブルゲ隊、カイト隊、抜人隊の一部は彼ら共々、銀の説得により奥羽軍に吸収された。
カマキリ部隊
カマキリに備後からついてきた部隊。法玄の下についた後も法玄よりカマキリを支持している者が多い。法玄軍きっての精鋭（悪党）部隊であるが、奥羽本隊との全面衝突に敗れ、カマキリの負傷に彼を見捨てて逃走した。

#### 猪
惨猪（サンチョ）
通称「犬喰いの惨猪」。犬を襲って食うイノシシ。好きな部位は脳みそ。湯治をしていた奥羽軍を襲うが、ウィードの抜刀牙を受けて倒された。
抹猪（マッチョ）
惨猪の弟。惨猪が倒されて逃走した。
武猪（ブッチョ）
惨猪の弟。惨猪が倒されて逃走した。

### 『猿編』

#### 幸村軍
幸村 / 秋田犬と紀州犬の雑種
猿と敵対する群のリーダー。実は生き別れたウィードの長兄。かつては素直な性格だったが、弟の誠を猿たちに連れ去られてから性格が変わってしまった。ジェロムを子ども扱いするほどの実力者で、法玄にも従うことはなかった。「絶・天狼抜刀牙」とよく似た「ネック・ザ・キリング」を必殺技としている。将軍に致命の一撃を食らわせるもその代償に命を落とす。容姿は身体が赤褐色で、どちらかと言うと祖父リキ似である。
佐平治
幸村と誠の育ての親。幼い幸村を庇い、猿達に背骨を砕かれ半身不随になる。幸村の亡骸をこの地で埋葬するよう、銀達に懇願した。

#### 猿
（彼らは犬達とも言葉が通じる）
ペペ
先代のボスの息子。幸村の部下に襲われているところをウィード達に助けられた。また、飛猿にさらわれるがウィードに助けられる。
御猿（ゴザル）
反将軍の群れの中心的な存在の老猿。
石猿
反将軍の群れの若い猿。ペペの父から次代ボスとされていた。飛猿を説得しようとする。

#### 将軍達
将軍
エチオピアに生息する大型のゲラダヒヒ。数時間太陽の光を浴び続けると、全身に火傷を起こすという特異体質（アルビノ）である。体長は2〜3ｍにも達しエチオピアにいる頃から、現地の生物学者達の間で評判となっていたが、ある日を境に忽然と姿を消し、日本に現れた。斧を始めとして、様々な武器を扱うことができる。犬たちに襲われていた飛猿を助けた後、猿たちのボスとなる。猿たちに力を貸してはいるが、そのためには仔犬（もしくは子猿）の肉を差し出さなければならなく、幸村たちとの争いの引き金となった。斧を装備している状態では抜刀牙やネック・ザ・キリングすらも防ぎ幸村の率いる60匹の部下も問題にしないほどで、ウィード、ジェロム、幸村らがまとめて噛みついても体を回転させて跳ね飛ばしたりできる他、猿特有の殴りつけ、蹴り、踏みつけ、相手を掴んで叩きつけるなどの特異な戦法でウィードらを大いに苦しめた。幸村のネック・ザ・キリングを首に受けても分厚い鬣により耐え切り、ウィードの抜刀牙を脇腹に受けても耐えるが、幸村が会得し空中から放った渾身の「絶・天狼抜刀」を頭部に受けてその場に崩れ落ち、復讐に燃える御猿たちによってとどめを刺され絶命した。
飛猿
将軍の力に魅せられ配下となる。鎌やさすまたを用いる。自分のことを兄のように慕っていたペペさえも将軍の餌に差し出すなど、絶対的な力を持つ将軍を崇拝していたが、その後自らの過ちに気付く。償いのために将軍に従うふりをして斧で殺そうとするも、将軍に見抜かれ計画は失敗。逆に斧で脇腹を斬られてしまうが、将軍に斧を奪われまいと、脇腹に刺さった斧を抱えたまま崖から墜落して死亡する。
赤猿
将軍の部下だったが、子供を将軍に食われている。将軍に必死で立ち向かう御猿らに心を動かされ、将軍に戦いを挑み、善戦するも致命傷を受け、死亡したと見られる。
　真猿
将軍の部下の一匹。ぺぺを捕え将軍のもとに連れ去ろうとする途中石猿に石で殴られ殺された。

### 『北海道編』

#### 白狼軍
白狼（ハクロウ）
ヒグマ殺しの白狼と恐れられた道北の荒くれ者。前作の八犬士編冒頭で右の足を失っている。前作では、総勢700もの部下を引き連れ、北海道から海を渡ってきたほど。息子や孫と平和に過ごしていたが、ロシア軍によって惨殺される。その最期は、それまで死に場所を求めていたジェロムの心に、生きる決意を与えた。
青竜（セイリュウ）　
白狼の長男。ロシア軍に殺される。
白虎（ビャッコ）
白狼の次男。ロシア軍に殺される。
朱雀（スザク）
白狼の三男。奥羽への伝令役となり、妻・ヒロミと子を連れ、奥羽へ渡る。白狼の息子4頭の中で唯一生き残った。ロシア軍に激しい憎悪を燃やし、奥羽についたマクシームも白狼や兄弟の仇として我を忘れる程憎んでいたが、戦いの中で彼を仲間と認めた。ロシア軍の兵たちも憎んではいるが、復讐などはせず北海道に居続けることを認めた。如月の長男、以蔵と容姿が似ている。
玄武（ゲンブ）
白狼の四男。ロシア軍に殺される。
ラム　
白狼軍と親しい飼い犬の牧羊犬。ロシア軍の殺戮を知り奥羽に伝令に走った。北海道に不案内な奥羽軍の道案内をつとめる。
白狼軍　
北海道全域に300以上いた野犬の軍団。心が広くよそ者にも寛大だが、道北はロシア軍に各個撃破された。白狼が残った仲間を集めてロシア軍との決戦に挑むが敗れ、皆討死してしまった。

#### ロシア軍
ヴィクトール　
ロシア軍用犬の少佐。北海道を制圧せんとロシアより海を渡って来る。白狼はじめ多くの殺戮を行い、本国の元帥をも裏切り、自ら元帥を名乗る。元帥の息子マクシームを放逐し、彼の部隊を殲滅する。殺戮を全くためらわず、数々の計略を用いる。最北に追い詰められた挙句ウィードとの一騎討ちに敗れ、部下を見捨てて逃げようとしたところをアラムにつかまり溺死。
アラム　
ロシア軍用犬の少佐。第2部隊隊長。性格は冷徹、作戦であれば女子どもも容赦しないが小細工は嫌う。中尉のときに人間に耳と鼻を切られ、温厚で優しい性格から一変したが、部下たちからの信頼は厚い。ヴィクトールの命令で朋友マクシームに手をかけたことを悔い、部下をウィードに委ねてヴィクトールを道連れに北の海に沈む。ヴィクトールと沈む前、意地でもついてこようとした部下に対し「ついて来てみろ――俺が噛み殺す」と言うなど、慕われているだけあり部下思いな一面が見て取れる。
マクシーム　
ロシア軍用犬の少佐。第3部隊隊長。本国にいる元帥の息子。かつて朋友アラムを助けようとして隻眼となったが、その実力は赤目にもひけを取らない。女子まで対象にした殺戮には反対していたが、階級の同じヴィクトールやアラムを止める事はできなかった。ヴィクトールに裏切られ、妹リディアを連れて奥羽軍に付いた。アラムに殺されたかに見えたが、奥羽先発隊とロシア軍の戦いの際に蘇った。戦いの後、樺太に戻り、元帥には豊穣な土地に渡ったことを伏せてヴィクトール・アラム・リディアは餓死したと報告。厳しい環境の中でも楽園を築く決意を固めた。
ボズレフ　
ロシア軍用犬の中尉。ヴィクトールの弟。本国から援軍120を連れてきた。ヴィクトールにより中佐に昇進。モスの仇討ちに燃えるジャガーに敗れ、討死。
元帥　　　
ロシア軍用犬を統率する樺太にいる指揮官。マクシーム、リディアの父親に当たる。捨てられた軍用犬を軍隊のあり方で纏め上げ、豊穣な土地を捜すよう指令を下したが、マクシームの報告を受けて諦めた。部下に先に食事をさせるなど部下思いな描写がある。
ロシア軍用犬　
革命後のロシアで極寒の大地に捨てられた軍用犬の若者が豊穣な北海道にやってきた。それぞれに伍長・軍曹などと階級がつけられ、軍隊同様に上官の命令に絶対服従している。かつての法玄軍に比べ数は少ないが、一匹一匹が訓練された精鋭で、戦闘能力は「（飼い犬、野犬中心だった法玄軍とは）わけが違う」と評される。3頭でヒグマを殺し、60頭余で150頭いた白狼軍を大した損害も受けず壊滅させてしまった。
元々そういう教育を受けてきたため侵略を悪事と思う者などいない集団だったが、心根はまっすぐな者ばかりで、ヴィクトールの死後涙を流して朱雀に謝罪し、和解。現在は奥羽軍の一員として戦いで負傷した奥羽軍を助けている。犬種は殆どがジャーマン・シェパード・ドッグである。
なお、老犬や幼犬は今なお樺太にいる。
アラム隊
　トウリー
アラムの部下の一人。副長的立場の茶色い犬。アラム隊の主力として活躍する。アラムが隊を解散させた際には真っ先についてくと意志表明した。アラムの死後、ロシア軍を許そうとする朱雀に何度も謝っていた。マクシームのロシア渡航に同行。マクシームが溺れそうになったところを助け、アラムの分まで生きなければならないと諭した。その後はマクシーム・レフとともにロシア上陸に成功した。
マクシーム隊
マクシーム直属の部下。マクシームが奥羽についた際、マクシームの救出に向かおうとするがヴィクトールに粛清される。

### 『ハイブリッド編』
誠（ジョー） / 秋田犬と紀州犬の雑種
生き別れたウィードの次兄。外見は銀やウィードに似ている。幼少時は佐平治に兄・幸村と共に育てられていたが猿達に連れ去られ、死んだと思われていた。が、北海道編終了後にウィードと再会。猟犬として新宮社長に飼われており、「チャンプ」と名付けられている。彼自身も「ネック・ザ・キリング」を用いる。幸四郎という名の息子がいる。妻ヒトミと幸四郎を除く3匹の子供をハイブリッドに殺された挙句自身も背中に重傷を負い、仇討ちに燃えている。ウィードとは再会を喜び合い、惜しみない協力をするが、自分を捨てたと思っている父、銀に対しては複雑な感情を抱いている。ウィード同様、大将としての器もあるが、余所者としての節を守る心が強く、奥羽軍に対しては遠慮気味である。最終回近くで銀と対面し、銀の涙を視て全てを許した。兄弟の中で唯一人間に飼われた経験がある。
幸四郎
誠の息子でただ一匹の生き残り。他の子の分も幸せになってほしいというのが名の由来。ウィードを慕っている。
ヒトミ
誠の妻。元々は飼い犬であったが、人間から虐待を受けたことがトラウマとなり、人間を信用しなくなった。誠との間にできた4匹の子を出産したところをハイブリッドに襲われ、幸四郎を除く3匹の子供とともに命を落とす。
ボム
誠の仲間。副長的存在の黒い犬。当初はハイブリッドの恐怖のあまり闘う気が進まなかったが、片足を失ったにも関わらず闘おうとするトニーの姿を見て涙し、新宮が止めるのも聞かず戦場に赴く。自分の不注意のせいで自分をかばった譲二が負傷してしまった際には背負って譲二を新宮のところまで連れて行き治療をうけさせた。自分の買い主の新宮をハイブリッドの所への案内も任される。奥羽軍とともに闘うも気がはやりハイブリッドに戦いを挑んだギルダーやジャックの死を目の当たりにし思わず背を向け敗走してしまう。再度気を持ち直し戦いに参加している。戦後、誠が奥羽軍に同行したのに対してトニーとともに新宮の元にとどまった。
ギルダー
誠の仲間。茶色の毛並みの犬。右肩に傷がある。ボムと同様にトニーの姿を見て心を動かされ、戦闘に参加する。奥羽軍より戦功をあげてないのを気にしていて、ハイブリッドの隙をついてジャックとともに攻撃する。ジャックが殺されてしまい恐怖のあまり動けなくなったところを踏みつぶされて殺された。
ジャック
誠の仲間。ぶち柄の犬。ボムと同様にトニーの姿をみて心を動かされ、戦闘に参加する。奥羽軍より戦功をあげてないのを気にしていて、ハイブリッドの隙をついて攻撃するもハイブリッドの爪の餌食となってしまった。
野犬軍団
ハイブリッドに飼い主を殺された犬たちの集まりで、ハイブリッドを強く憎んでいる。奥羽軍にハイブリッド討伐を求めようとハイブリッドに特攻を仕掛け、多数が負傷・討死する。
　ライガー
　ナックル
　ベル
　トニー
　カイザー
ハイブリッド
ホッキョクグマと他種との雑種のクマ。岩を落とすなどして人間を襲い、犬やキツネを食べ、沼に潜んだ巨大なワニをも喰らう。かなりの巨体で、体の半分近くが白いらしい。どのようにして日本にやってきたかは不明。また、その存在を知るのは一部でしかない。シベリアの同種の実力はロシア軍でさえ滅多に手を出さないほどで、作中には3頭が登場する。1頭はジェロム・リディアに片目を、ウィードに指2本を奪われた後、誠のネック・ザ・キリングにより倒された。また、別の1頭はウィードらの協力を得た新宮の手により仕留められた。さらにもう1頭、誠らに倒された個体の親が現れ、かつて銀たちとの死闘の末に倒された巨熊・赤カブトをも上回る体格だと作中でのナレーションで説明された（なお、前作における赤カブトは、最終的に体長10m以上にまで成長している）。その後、この1頭もウィードらの作戦によりダムに転落し、倒された。
第一ハイブリッド
最初に出現したハイブリッドで誠の妻子を捕食した固体らしく性格は凶暴。ジェロムとリディアに片目を、ウィードに指2本を奪われた後、誠のネック・ザ・キリングの1発目には耐えたが、傷口にウィードの抜刀牙を受けてさらに出来た傷に2発目のネック・ザ・キリングを受けて絶命する。性別は雄。
第二ハイブリッド
第一ハイブリッドの兄弟だが性別は不明で体重は1t近くある。新宮にライフルで撃たれても数発は耐えたが、口の中をライフルで撃たれ脳髄を吹き飛ばされて死亡。
第三ハイブリッド
2頭の父親で体長は赤カブトを上回り10メートルを超す。赤カブトと逆で背中側の毛のみが茶色いのが特徴。凄まじい怪力を誇り、巨体の割りには素早く抜刀牙やネック・ザ・キリングも頭部以外には通用しなかった。奥羽軍との激闘の末、ヒロの特攻で崖から滑落して重症を負うも奥羽軍らを苦しめるが、GBの特攻により指一本を奪われて一気に弱体化しジェロムと誠の援護を受けたウィードの絶天狼抜刀牙を頭部に受けて相打ちになりダムの濁流に消え、その後死骸は回収された。共に力尽きたウィードは生還した。父親だが母性愛的なものを持つ。ナレーションでは「彼」と表記されているため性別は雄である。

### その他
レニー / ゴールデン・レトリバー
メルの母親。病気（ジステンパー）でありながら横須賀からメルを探していたが、無事に再会する。原作では後に更生したメルと再会後、病死している。
ブルー
声 - 咲野俊介
三河（アニメでは上州）の山賊犬。かつて奥羽を訪れた事があり、奥羽の戦士を自称している。フックの兄を殺し、メルを使いっ走りにしていたが、ウィードの正義感とレニーとメルの親子愛に敗れる。復讐に燃えるフックに追われて逃げるところをトラックに轢かれ、さらに別のトラックに轢かれそうになる自分を助けようとしたウィードに心を打たれ、ウィードを庇って死ぬ。実は彼が訪れた時、奥羽は既にP4により崩壊しており、楽園を夢見てやって来た彼らは期待を大きく裏切られたという事情がある。
ネッド、ベル
声 - 下崎紘史、赤城進
ブルーの一味。スミスに恐れをなしブルーと共に逃亡するが、ブルーに見捨てられ、フック達に助命される。
テルの父親
声 - 武藤正史
テルを虐待していたが、様子を見ていた狂四郎に制裁を加えられ、狂四郎達によってテルから引き離された。その後レクターとサンダーに取り入られ、レクター兄弟が劣勢になったと見て逃走を試みるが、GB達に諭されテルを救うために兄弟に立ち向かい、命を散らす。
長老
声 - 田中完
甲賀忍犬の長老。前作で黒邪鬼と共に焼け落ちる屋敷に飛び込んだ部下の生き残りの1頭で全身にその時の火傷の痕がある。奥羽の軍団を憎んでいたが後に改心する。その後、狂四郎の部下であるテルたちを忍犬として育てる。
力也
紀州で赤沢のグループのボス。カマキリ軍に襲われ負傷。ロケットの群れを助けるため伝令に走ったがロケットともども包囲され、命と引き換えにロケットを脱出させた。
ルーシー / ラブラドール・レトリバー
かつての奥羽の戦士テリーの妻。夫を失った嫉妬心から桜に嘘の情報を伝え北アルプスへ向かわせてしまう。自暴自棄になりながらスミスらに事を話すが、その後の消息は不明。
小雪（コユキ） / 紀州犬
ウィードの恋人である飼い犬。外見は桜とうりふたつ。罠にかかって動けなくなっていたところをウィードに助けられて出会いが始まった。桜が亡くなった北アルプスの場所に訪れた際にウィードの父母の過去を知らされる。ウィードと結ばれた後、ハイブリッド交戦後にウィードの子供を出産した。
小鉄（コテツ） / 紀州犬
小雪の弟。ウィードを尊敬している。法玄軍の残党（正式にはカマキリ隊）の襲撃に遭い、尻尾を千切られたため、短くなっている。
チャコ / 柴犬
佐助と付き合っていた、佐助と同じ柴犬。父親が別種のため犬種が違うが、小雪の姉でもある。佐助に奥羽軍の幹部犬だと聞かされていたが、その嘘をGBから知り佐助をフッた（復縁の可能性を示唆する描写もある）。
タケシ、リック、ツカサ、ター坊
白銀狂四郎の部下。
オリオン / 秋田犬と紀州犬の雑種
ウィードと小雪の息子。次男。容貌は赤褐色で曽祖父のリキにそっくりで、本作のラストで大輔によりオリオンと命名された。その気症の荒さから「粗暴で名狩人」のオリオン座から取った名前。次回作『銀牙伝説WEEDオリオン』の主人公。
オリオンの兄弟 / 秋田犬と紀州犬の雑種
ウィードと小雪の息子。オリオンの兄弟で3匹いる。本作では名前は不明。続編で名前はシリウス、リゲル、ベラと判明する。

### 人間
藤原 大輔（フジワラ・ダイスケ）
竹田のじっ様こと竹田五兵衛と一緒に銀を育てた。銀に命を救われたこともあり、今なお銀を気にかけている。ハンティングボウを用いることができる。東京の大学を卒業後、親の稼業を継ぐために帰郷した。年数が経ち大人になっているが、銀の側近だった赤目、ベン、黒虎などの容姿は記憶しておりウィードたちが二世犬であることを一目で認識し、以後彼らに助勢する。北海道編では、ウィードを追って秀俊と共に北海道を訪れ久しぶりに銀たちと再会し、ロシア軍との戦いにより負傷した銀たちや、ヴィクトールに見捨てられたロシア軍の負傷兵らの手当てをした。東京での生活を経て、言葉使いは前作での秋田弁から標準語に変わっている。秀俊を完全に獣医扱いしている。
本作で苗字が「藤原」と判明した。
関口 秀俊（セキグチ・ヒデトシ）
ジョンの元飼い主。医師だが獣医もでき、奥羽軍の犬を何度か治療している。散弾銃で狩りをする。大輔と共に北海道で犬たちの手当てを行い、奥羽に連れ帰る。なお、診療所の看板から名字は「関口」であることが判明している。
須藤 章治
元刑事。法玄に部下を殺され、自らも片目を失った。仇討ちのために二子峠に現れた。原作では法玄を射殺し、無念を晴らした。
竹田 五兵衛
熊撃ちに生涯をかけた、伝説のマタギ。通称「竹田のじっ様」。銀、リキの飼い主で共に、赤カブトを倒した。69歳で、最愛の銀のぬくもりを感じ、この世を去る。
アニメでは第1話のプロローグのみ登場で「一人のマタギ」とされ、名前の呼称は劇中ない。
新宮社長
誠の飼い主で、射撃の腕が抜群。誠を拾い育てた無類の犬好きで、誠のほかにも猟犬を3頭飼っているほか、負傷して訪れた野犬も分け隔てなく助けるなど、犬に対して非常に優しい人間。ハイブリッドの存在と危険性にいち早く気付き、ウィードらの協力を得て、複数いるハイブリッドのうちの1頭を銃殺した。さらに怪我をしたリディアや譲二が現れたことから、ハイブリッドが複数いることを知り、再び山に入る。犬達の心情もある程度理解しており、屋敷への出入りについても融通を利かせてくれる。ウィードを飼いたがったが、強制することはなく、自分の下を離れようとする誠を惜しみつつ、引き止めもしなかった。

## 書誌情報

### 単行本
- 高橋よしひろ 『銀牙伝説WEED』 日本文芸社〈ニチブンコミックス〉、全60巻
  1. 2000年1月12日発行、ISBN 4-537-09891-0
  2. 2000年3月9日発行、ISBN 4-537-09907-0
  3. 2000年4月26日発行、ISBN 4-537-09914-3
  4. 2000年7月6日発行、ISBN 4-537-09928-3
  5. 2000年9月14日発行、ISBN 4-537-09943-7
  6. 2000年11月9日発行、ISBN 4-537-09955-0
  7. 2001年1月11日発行、ISBN 4-537-09969-0
  8. 2001年3月8日発行、ISBN 4-537-09982-8
  9. 2001年5月10日発行、ISBN 4-537-09994-1
  10. 2001年7月9日発行、ISBN 4-537-10009-5
  11. 2001年9月8日発行、ISBN 4-537-10024-9
  12. 2001年11月9日発行、ISBN 4-537-10040-0
  13. 2002年1月10日発行、ISBN 4-537-10052-4
  14. 2002年3月8日発行、ISBN 4-537-10068-0
  15. 2002年5月9日発行、ISBN 4-537-10084-2
  16. 2002年7月9日発行、ISBN 4-537-10100-8
  17. 2002年9月6日発行、ISBN 4-537-10116-4
  18. 2002年11月7日発行、ISBN 4-537-10135-0
  19. 2003年1月9日発行、ISBN 4-537-10155-5
  20. 2003年3月7日発行、ISBN 4-537-10173-3
  21. 2003年5月9日発行、ISBN 4-537-10192-X
  22. 2003年7月9日発行、ISBN 4-537-10208-X
  23. 2003年9月9日発行、ISBN 4-537-10225-X
  24. 2003年11月7日発行、ISBN 4-537-10242-X
  25. 2004年1月9日発行、ISBN 4-537-10262-4
  26. 2004年3月9日発行、ISBN 4-537-10278-0
  27. 2004年4月30日発行、ISBN 4-537-10294-2
  28. 2004年7月8日発行、ISBN 4-537-10312-4
  29. 2004年9月9日発行、ISBN 4-537-10329-9
  30. 2004年11月9日発行、ISBN 4-537-10349-3
  31. 2005年1月11日発行、ISBN 4-537-10368-X
  32. 2005年3月9日発行、ISBN 4-537-10383-3
  33. 2005年5月11日発行、ISBN 4-537-10400-7
  34. 2005年7月7日発行、ISBN 4-537-10416-3
  35. 2005年9月9日発行、ISBN 4-537-10433-3
  36. 2005年11月19日発行、ISBN 4-537-10450-3
  37. 2006年1月10日発行、ISBN 4-537-10469-4
  38. 2006年3月9日発行、ISBN 4-537-10482-1
  39. 2006年5月11日発行、ISBN 4-537-10495-3
  40. 2006年7月6日発行、ISBN 4-537-10507-0
  41. 2006年9月8日発行、ISBN 4-537-10530-5
  42. 2006年11月9日発行、ISBN 4-537-10545-3
  43. 2007年1月12日発行、ISBN 978-4-537-10591-9
  44. 2007年3月9日発行、ISBN 978-4-537-10611-4
  45. 2007年5月10日発行、ISBN 978-4-537-10640-4
  46. 2007年7月9日発行、ISBN 978-4-537-10682-4
  47. 2007年9月7日発行、ISBN 978-4-537-10701-2
  48. 2007年11月9日発行、ISBN 978-4-537-10740-1
  49. 2008年1月11日発行、ISBN 978-4-537-10779-1
  50. 2008年3月10日発行、ISBN 978-4-537-10797-5
  51. 2008年5月10日発行、ISBN 978-4-537-10822-4
  52. 2008年7月10日発行、ISBN 978-4-537-10848-4
  53. 2008年9月8日発行、ISBN 978-4-537-10872-9
  54. 2008年11月7日発行、ISBN 978-4-537-10889-7
  55. 2008年12月8日発行、ISBN 978-4-537-10903-0
  56. 2009年1月19日発行、ISBN 978-4-537-10919-1
  57. 2009年3月9日発行、ISBN 978-4-537-10936-8
  58. 2009年5月9日発行、ISBN 978-4-537-10955-9
  59. 2009年7月9日発行、ISBN 978-4-537-10977-1
  60. 2009年9月18日発行、ISBN 978-4-537-12491-0
- 高橋よしひろ 『銀牙伝説ウィード外伝』 日本文芸社〈ニチブンコミックス〉、2007年12月19日発行、ISBN 978-4-537-10767-8

### 文庫版
- 高橋よしひろ 『銀牙伝説WEED』 日本文芸社〈ニチブンコミック文庫〉、全22巻
  1. 2006年10月26日発行、ISBN 4-537-10572-0
  2. 2006年10月26日発行、ISBN 4-537-10573-9
  3. 2006年11月27日発行、ISBN 4-537-10578-X
  4. 2006年11月27日発行、ISBN 4-537-10579-8
  5. 2006年12月19日発行、ISBN 4-537-10582-8
  6. 2006年12月19日発行、ISBN 4-537-10583-6
  7. 2007年1月26日発行、ISBN 978-4-537-10606-0
  8. 2007年1月26日発行、ISBN 978-4-537-10607-7
  9. 2007年2月27日発行、ISBN 978-4-537-10620-6
  10. 2007年2月27日発行、ISBN 978-4-537-10621-3
  11. 2007年3月26日発行、ISBN 978-4-537-10624-4
  12. 2007年3月26日発行、ISBN 978-4-537-10625-1
  13. 2007年4月25日発行、ISBN 978-4-537-10661-9
  14. 2007年4月25日発行、ISBN 978-4-537-10662-6
  15. 2007年5月28日発行、ISBN 978-4-537-10667-1
  16. 2007年6月26日発行、ISBN 978-4-537-10673-2
  17. 2007年7月26日発行、ISBN 978-4-537-10711-1
  18. 2007年8月27日発行、ISBN 978-4-537-10716-6
  19. 2007年9月26日発行、ISBN 978-4-537-10720-3
  20. 2007年10月26日発行、ISBN 978-4-537-10734-0
  21. 2007年11月26日発行、ISBN 978-4-537-10763-0
  22. 2007年12月19日発行、ISBN 978-4-537-10769-2

## テレビアニメ
2005年11月3日から2006年5月11日まで放送された。NASとスカパー!WTの共同制作。全26話。銀牙役を務める國立幸は本作では出世作である。ナレーションは松山鷹志が担当。
原作の怪物編、法玄編の内容に相当。原作との主な違いとして、人間の手によって犬が殺される描写が全面的にカット、もしくは違う描写に置き換えられていることが挙げられる（時宗、法玄など）。そのため、秀俊や須藤といった主要な人間の出番が大幅に削除されており、終始犬同士の関係に重点が置かれる形をとっている。
2010年11月8日から2011年4月21日にかけてニコニコ動画内のチャンネル、フルアニMAXにて本編が毎週木曜日の18:00に公式配信された。第1話は無料だが、第2話以降は配信日の1週間後に有料に切り替えられた。2012年9月28日、フルアニMAXの閉鎖に伴い、全話視聴不可能となった。

### スタッフ
- 原作 - 高橋よしひろ（日本文芸社『週刊漫画ゴラク』連載中）
- 監督 - 加藤敏幸
- シリーズ構成 - 山田隆司
- キャラクターデザイン - 河南正昭
- 美術監督 - 中村美恵子
- 撮影監督 - 川口正幸
- 色彩設計 - もちだたけし
- 編集 - 松村正宏
- 音響監督 - 高桑一
- 音楽 - Y2DOGS
- プロデューサー - 稗田晋、三宅将典
- アニメーション制作 - スタジオディーン
- 製作 - NAS、スカパー!WT

### 主題歌
オープニングテーマ「銀牙伝説WEED」
作詞 - 増子直純 / 作曲 - 上原子友康 / 編曲・歌 - 怒髪天 / コーラス - 怒髪少年少女合唱団
エンディングテーマ「つきあかり」
作詞 - 増子直純 / 作曲 - 上原子友康 / 編曲・歌 - 怒髪天
怒髪天にとっては現時点で唯一のアニメタイアップ である。オープニング曲はオリジナルおよび公認ベストアルバムには収録されていないが、エンディング曲の「つきあかり」はベストアルバム『D-N° 18 LIVE MASTERPIECE』（2011年3月30日発売）のDisc-2に収録されている。

### 各話リスト
| 話数 | サブタイトル     | 脚本     | 絵コンテ       | 演出         | 作画監督                |
| ---- | ---------------- | -------- | -------------- | ------------ | ----------------------- |
| 1    | その名はウィード | 山田隆司 | 加藤敏幸       | 加藤敏幸     | 西岡忍                  |
| 2    | 大将の器         | 山田隆司 | 中山岳洋       | 中山岳洋     | 中山岳洋                |
| 3    | 二子峠の真実     | 山下憲一 | こでらかつゆき | 桐樹俚昧     | 武内啓 宇都木勇         |
| 4    | 受け継がれし魂   | 中瀬理香 | 藤原良二       | 藤原良二     | 南伸一郎                |
| 5    | 放たれた決意     | 山田隆司 | 古橋一浩       | 吉田俊司     | 坂崎忠 なかじまちゅうじ |
| 6    | 迫りくる野望     | 山田隆司 | 名村英敏       | 下司泰弘     | 山田勝                  |
| 7    | 新たなる鳴動     | 平野靖士 | 近藤信宏       | 広嶋秀樹     | 武内啓                  |
| 8    | 絆の向こう       | 山下憲一 | 中山岳洋       | 中山岳洋     | 中山岳洋                |
| 9    | 砕けえぬ誓い     | 中瀬理香 | 藤原良二       | 則座誠       | 南伸一郎                |
| 10   | 二つの正義       | 山田隆司 | 名村英敏       | 吉田俊司     | 山田勝                  |
| 11   | ウィード覚醒     | 平野靖士 | 加藤敏幸       | 神原敏明     | 宇都木勇                |
| 12   | 漢の約束         | 中瀬理香 | 下司泰弘       | 下司泰弘     | 高橋英吉                |
| 13   | 永遠の誇り       | 山田隆司 | 神保昌登       | 中山岳洋     | 中山岳洋                |
| 14   | 蠢く凶刃         | 山下憲一 | うえだしげる   | うえだしげる | 南伸一郎                |
| 15   | 絶 天狼抜刀牙    | 平野靖士 | 藤原良二       | 雄谷将仁     | 宇都木勇 武内啓         |
| 16   | 決別             | 山田隆司 | 中山ひばり     | 吉田俊司     | 遠藤栄一                |
| 17   | 雪上の死闘       | 平野靖士 | 小滝礼         | 下司泰弘     | 高橋英吉                |
| 18   | 友への叫び       | 中瀬理香 | 中山岳洋       | 中山岳洋     | 中山岳洋                |
| 19   | 愚か者の意地     | 山下憲一 | 中山ひばり     | 横田和善     | 智東哉                  |
| 20   | 奥羽決死隊       | 山田隆司 | 藤原良二       | 則座誠       | 南伸一郎                |
| 21   | 牙城潜入         | 平野靖士 | 中山ひばり     | 吉田俊司     | 遠藤栄一 山田勝         |
| 22   | 父と子と         | 山下憲一 | 下司泰弘       | 下司泰弘     | 高橋英吉                |
| 23   | 開戦 二子峠      | 山田隆司 | うえだしげる   | うえだしげる | 宇都木勇                |
| 24   | 炎雪の決戦       | 平野靖士 | 小滝礼         | 中山岳洋     | 中山岳洋                |
| 25   | 激流             | 山田隆司 | 藤原良二       | 則座誠       | 南伸一郎                |
| 26   | 真・銀牙伝説     | 山田隆司 | 加藤敏幸       | 加藤敏幸     | 西岡忍                  |

### 放送局
| 放送地域 | 放送局       | 放送期間                      | 放送日時           | 放送系列       | 備考             |
| -------- | ------------ | ----------------------------- | ------------------ | -------------- | ---------------- |
| 日本全域 | アニマックス | 2005年11月3日 - 2006年5月11日 | 木曜 22:30 - 23:00 | CS放送         | リピート放送あり |
| 静岡県   | テレビ静岡   | 2005年11月4日 - 2006年5月26日 | 金曜 26:40 - 27:10 | フジテレビ系列 |                  |
| 東京都   | 東京MXテレビ | 2006年1月18日 - 7月5日        | 水曜 18:30 - 19:00 | 独立UHF局      |                  |
| 秋田県   | 秋田朝日放送 | 2006年1月19日 - 7月6日        | 木曜 16:00 - 16:30 | テレビ朝日系列 |                  |

秋田県は原作者高橋よしひろの出身地である。

## ミュージカル
2014年8月12日・13日にNHK名古屋放送児童劇団発表会で行われたミュージカル。東海地方3県では2014年9月6日13時 - 14時にNHK Eテレで放映された。

## 関連製品

### パチンコ
- CRフィーバー銀牙伝説WEED（2009年4月より稼動）

### モバイルゲーム
- 銀牙伝説WEED〜カード群雄割拠〜（2012年7月よりMobageにて配信[7]、2013年3月よりGREEにて配信[8]）

## 関連作品
- 『銀牙 -流れ星 銀-』
- 『銀牙伝説RIKI（リキ）』
- 『銀牙伝説ウィード外伝』
  - 『夢見る戦士たち』
  - 『メルの旅立ち』
- 『銀牙伝説WEEDオリオン』

### 単行本について
主として2か月に1巻ずつ、1月や3月などの奇数月の第2金曜日（掲載誌の『漫画ゴラク』の発売日でもある）に刊行されるが、一部例外もある（例:2008年には単行本が2000万部を突破したことを記念して、11月と12月と2009年の1月19日に単行本が3か月連続刊行された等）。また、文庫版も22巻が刊行され、ウィード以外のキャラクターにスポットを当てた外伝やエッセイなどのファンブックも刊行されている。